# Cantón de Nantes-10
El cantón de Nantes-10 era una división administrativa francesa, que estaba situada en el departamento de Loira Atlántico y la región de Países del Loira.

## Composición
El cantón estaba formado por una comuna, más una fracción de la comuna que le daba su nombre:
- Nantes (fracción)
- Saint-Sébastien-sur-Loire

## Supresión del cantón de Nantes-10
En aplicación del Decreto n.º 2014-243 de 25 de febrero de 2014, el cantón de Nantes-10 fue suprimido el 22 de marzo de 2015 y sus 2 comunas pasaron a formar parte; la fracción del nuevo cantón de Nantes-3 y la comuna del nuevo cantón de Saint-Sébastien-sur-Loire .